# Jurij Rozenko
Jurij Dmytrowycz Rozenko, ukr. Юрій Дмитрович Розенко, ros. Юрий Дмитриевич Розенко, Jurij Dmitrijewicz Rozienko (ur. 7 marca 1938 w Gorłówce, w obwodzie donieckim) – ukraiński piłkarz, grający na pozycji pomocnika, trener piłkarski.

## Kariera piłkarska
W 1957 rozpoczął karierę piłkarską w klubie Awanhard Charków. Bronił barw Burewisnyka Melitopol. W 1961 został zaproszony do pierwszoligowego Metałurha Zaporoże, w którym występował przez 7 lat. W 1967 zakończył karierę piłkarza.

## Kariera trenerska
Po zakończeniu kariery piłkarskiej rozpoczął pracę szkoleniowca. Od 1974 do 1977 pomagał trenować piłkarzy Metałurha Zaporoże. Potem pracował z dziećmi w Szkole Sportowej Metałurh Zaporoże. W latach 1985–1991 ponownie pomagał trenować Metałurh Zaporoże. W 1991 stał na czele nowo utworzonego klubu Torpedo Melitopol, którym kierował do lipca 1993. Na początku 2002 został mianowany na stanowisko głównego trenera Torpeda Zaporoże, który prowadził do kwietnia 2003.

## Sukcesy i odznaczenia

### Odznaczenia
- tytuł Zasłużonego Trenera Ukrainy[4]